# Imre Földi
Imre Földi (Kecskemét, 8 maggio 1938 – Tatabánya, 23 aprile 2017) è stato un sollevatore ungherese. Ha partecipato a cinque Olimpiadi, vincendo la medaglia d'oro a Monaco 1972 e due medaglie d'argento a Tokyo 1964 e a Città del Messico 1968, tutte nella categoria dei pesi gallo (fino a 56 kg.).
Durante la sua carriera ha stabilito 21 record mondiali e dopo il suo ritiro ha allenato sua figlia, diventata poi campionessa europea. Földi ha ottenuto numerosi riconoscimenti per i suoi risultati, in particolare è stato nominato Sollevatore del Secolo dalla Federazione Internazionale di Sollevamento Pesi (IWF).
Nato a Kecskemét, in Ungheria, Földi visse nella sua città natale fino all'età di 17 anni da orfano di madre, la quale morì durante la seconda guerra mondiale. Successivamente, si trasferì a Tata per lavorare come minatore. La sua eccezionale forza fu presto notata ed iniziò così la pratica del sollevamento pesi per una locale società sportiva.
Nello stesso tempo, grazie all'influenza del suo allenatore, non gli fu più consentito di lavorare nella miniera per prevenirgli possibili incidenti sul lavoro.

## Carriera
Földi partecipò dapprima ai campionati dei minatori e successivamente, nel 1957, già vinse il suo primo titolo nazionale ungherese. Due anni dopo partecipò al suo primo grande evento internazionale, i campionati mondiali ed europei di sollevamento pesi del 1959, nei quali si piazzò terzo nei pesi gallo. Ai campionati europei di Milano 1960 e di Vienna 1961 si aggiudicò la medaglia d'argento. Vinse il suo primo titolo importante ai campionati europei del 1962, disputati davanti al pubblico di casa a Budapest. Fino al 1971 aggiunse altri quattro ori europei al conteggio delle sue medaglie (1963, 1968, 1970, 1971). Földi vinse, inoltre, una medaglia d'argento ai campionati del mondo del 1970, ma questo risultato gli fu annullato dopo un test antidoping positivo.
Dopo aver vinto quattro medaglie d'argento di fila ai campionati mondiali, Földi vinse finalmente il titolo mondiale nel 1965, un risultato che fu ripetuto nel 1972. Partecipò alle sue prime Olimpiadi nel 1960, arrivando sesto. Questo risultato fu seguito da due medaglie d'argento olimpiche. Nel 1964 fu sconfitto dal sovietico Aleksej Vachonin dopo una drammatica battaglia. Földi aveva un vantaggio di 2,5 kg. dopo le prime alzate e quando stabilì un nuovo record mondiale nello slancio (135 kg.) veniva già celebrato come vincitore. Tuttavia, Vachonin riuscì a sollevare 142,5 kg., battendo Földi di 2,5 kg. e facendolo scalare al secondo posto.
Quattro anni dopo, alle Olimpiadi del 1968 a Città del Messico, Földi si avvicinò ancora di più alla medaglia d'oro, perdendo solo sul peso corporeo; sia lui che il suo avversario Mohammad Nassiri finirono con un risultato complessivo di 367,5 kg, nuovo record mondiale, tuttavia, Nassiri era più leggero di 300 grammi e pertanto gli venne assegnato il titolo olimpico.
Alla fine, Földi raggiunse la vetta nel 1972 quando vinse la medaglia d'oro olimpica a Monaco - e la raddoppiò con il titolo di campione del mondo - davanti al suo principale avversario, Nassiri. Per la cronaca, sia Földi che Nassiri sollevarono 127,5 kg., record olimpico condiviso. Nello strappo, Földi raggiunse 107,5 kg., guadagnando un leggero vantaggio su Nassiri (105,0 kg.). Al suo primo tentativo nello slancio, Nassiri raggiunse 142,5 kg., 5 kg. meglio di Földi; provò poi a 152,5 kg., fallendo tutti i suoi tentativi a disposizione. Földi, nei suoi ultimi tentativi, sollevò 142,5 kg., stabilendo il record mondiale nel totale a 377,5 kg. e vincendo la medaglia d'oro.
Földi fece la sua ultima apparizione olimpica nel 1976 a Montreal, dove diventò il primo sollevatore di pesi a competere in cinque edizioni delle Olimpiadi, un record che sarebbe stato eguagliato solo dai tedeschi Ingo Steinhöfel e Ronny Weller 28 anni dopo. All'età di 38 anni, Földi si piazzò in quell'ultima Olimpiade al quinto posto nei pesi gallo. A seguito di un infortunio, l'anno successivo concluse la sua carriera di atleta, durante la quale stabilì, oltre i 21 record mondiali, anche 50 record nazionali, raccogliendo 13 titoli ungheresi.

## Attività di allenatore e riconoscimenti
Dopo il suo ritiro, Földi rimase fedele al Tatabányai Bányász, il suo unico club sportivo durante tutta la sua carriera di atleta, assumendone l'incarico di allenatore. Sua figlia Csilla Földi è diventata campionessa europea nel sollevamento pesi per cinque edizioni consecutive, dal 1989 al 1993.
I successi di Földi furono riconosciuti già durante la sua carriera, ricevendo diversi titoli onorifici sportivi dell'allora Ungheria comunista ed anche della Repubblica d'Ungheria post-comunista. Nel 1993 è stato inserito nella Hall of Fame della Federazione Internazionale di Sollevamento Pesi.
Nel 2000 è stato votato Sollevatore del Secolo in Ungheria e nel 2005 ha ottenuto lo stesso riconoscimento anche dalla Federazione Internazionale (IWF). Nel 2003 è diventato cittadino onorario di Tatabánya e dal 2009 anche il locale palazzetto dello sport porta il suo nome. Nel 2013, è stata istituita la Borsa di Studio per lo Sport Imre Földi per supportare i migliori atleti di Tatabánya.
Il 31 gennaio 2007, in seguito alla morte di Ferenc Puskás, Földi è stato eletto Sportivo della Nazione (A Nemzet Sportolója), una onorificenza speciale che possono avere solo 12 persone alla volta e che viene assegnata a quegli sportivi ungheresi di oltre 60 anni che hanno conseguito risultati eccezionali durante la loro carriera attiva ed hanno svolto un ruolo chiave negli sport nazionali anche dopo il loro ritiro dall'attività agonistica.